# Liesbet Walckiers
Liesbet Walckiers (Brussel, 1944) is een Belgisch voormalig journaliste.

## Biografie
Liesbet Walckiers studeerde Romaanse filologie aan de Katholieke Universiteit Leuven. Vervolgens onderwees ze  Frans in het middelbaar onderwijs gedurende vijf jaar.
Samen met Monique Delvaux was ze in 1971 de eerste vrouwelijke journaliste bij de televisiedienst van de openbare omroep BRT. In 1972 maakte ze de overstap naar de radionieuwsdienst. Ze was gespecialiseerd in Latijns-Amerika. In 1992 ging ze aan de slag bij Radio 3, waar ze vanaf 1995 Het wereldbericht presenteerde. Ze ging met pensioen in 1999.
Ze was tevens docente aan de journalistieke opleiding van de Erasmushogeschool in Brussel.
Tussen 2009 en 2013 was ze jurylid van het Fonds Pascal Decroos voor Bijzondere Journalistiek.

## Publicaties
- Dansen op de vulkaan. Latijns-Amerika op drempel 21 eeuw, Roularta/Scoop, 1995. ISBN 9789053120330